# Station Hautrage
Station Hautrage is een voormalig spoorwegstation langs spoorlijn 78 (Saint-Ghislain - Doornik) in Hautrage, een deelgemeente van de Belgische stad Saint-Ghislain.

## Reizigerstellingen
De grafiek en tabel geven het gemiddeld aantal instappende reizigers weer op een week-, zater- en zondag.
| Tabel: aantal instappende reizigers station Hautrage | Tabel: aantal instappende reizigers station Hautrage | Tabel: aantal instappende reizigers station Hautrage | Tabel: aantal instappende reizigers station Hautrage |
|                                                      | Weekdag                                              | Zaterdag                                             | Zondag                                               |
| ---------------------------------------------------- | ---------------------------------------------------- | ---------------------------------------------------- | ---------------------------------------------------- |
| 1977                                                 | 150                                                  | 22                                                   | 27                                                   |
| 1978                                                 | 156                                                  | 33                                                   | 26                                                   |
| 1979                                                 | 150                                                  | 79                                                   | 97                                                   |
| 1980                                                 | 155                                                  | 32                                                   | 29                                                   |
| 1981                                                 | 110                                                  | 17                                                   | 7                                                    |
| 1982                                                 | 120                                                  | 41                                                   | 39                                                   |
| 1983                                                 | 129                                                  | 28                                                   | 17                                                   |
| 1984                                                 | 59                                                   | 2                                                    | -                                                    |
| 1985                                                 | 47                                                   | 5                                                    | -                                                    |
| 1986                                                 | 44                                                   | -                                                    | -                                                    |
| 1987                                                 | 42                                                   | -                                                    | -                                                    |
| 1988                                                 | 41                                                   | -                                                    | -                                                    |
| 1989                                                 | 49                                                   | -                                                    | -                                                    |
| 1990                                                 | 50                                                   | -                                                    | -                                                    |
| 1991                                                 | 33                                                   | -                                                    | -                                                    |
| 1992                                                 | 29                                                   | -                                                    | -                                                    |

0,0: Saint-Ghislain ·
2,6: Boussu-Haine ·
4,6: Hautrage ·
8,4: Ville-Pommerœul ·
11,1: Harchies ·
14,6: Blaton ·
16,5: Basècles-Groeven ·
20,3: Péruwelz ·
25,3: Callenelle ·
28,5: Maubray ·
32,5: Antoing ·
35,2: Vaulx ·
39,0: Doornik